# Chiesa di Sant'Anna (Pergine Valsugana)
La chiesa di Sant'Anna è la parrocchiale a Roncogno, frazione di Pergine Valsugana che risale al XVI secolo.

## Storia
La prima citazione documentale di questo edificio religioso si trova in una pergamena del 1506; vi si fa riferimento alla sua costruzione o ricostruzione.
La solenne consacrazione fu officiata da Michele Iorba, vescovo suffraganeo, nel 1514.
Nel 1532 venne eretta la torre campanaria.
Oltre due secoli più tardi, nel 1794, le fu concessa la custodia eucaristica e pochi anni dopo, alla fine del secolo, venne ristrutturata.
Importanti lavori di ampliamento iniziarono nel XX secolo. Nel 1901 la navata venne prolungata dopo l'abbattimento della precedente facciata e della sacrestia, e vennero erette due cappelle nelle pareti laterali.  Subito dopo la chiesa venne benedetta e due anni più tardi fu consacrata.
Attorno alla metà del secolo gli interni vennero decorati, e venne elevata a dignità di parrocchia nel 1959. Intanto una delle cappelle laterali venne dedicata alla titolare e vi fu posizionata la statua di sant'Anna.
A partire dal 1968 l'edificio fu oggetto di restauri conservativi ed aggiornamenti strutturali, liturgici ed impiantistici, in particolare venne sistemato l'impianto per il riscaldamento, furono riviste torre campanaria e coperture, vennero sostituite le grandi vetrate e, nella navata, fu rifatto il pavimento e vennero tinteggiate le pareti.